# Sofía Otero
Sofía Otero Labrador (Barakaldo, 31 de março de 2013) é uma atriz espanhola de origem basca. Em seu papel de estreia no filme 20.000 Especies de Abejas, ela interpretou uma criança transgênero.
Em 2023, aos nove anos de idade, Otero ganhou o Urso de Prata de Melhor Atuação no 73º Festival Internacional de Cinema de Berlim (também conhecido como Berlinale) por seu papel principal no filme 20.000 Especies de Abejas, tornando-se a pessoa mais jovem a receber esse prêmio.

## Biografia
Sofía Otero Labrador nasceu em 31 de março de 2013 em Barakaldo e vive em Basauri, ambas localizadas na província de Biscaia na região autônoma do País Basco ao norte da Espanha. Após realizar audições com 500 meninas, a diretora Estibaliz Urresola Solaguren a escolheu para protagonizar o filme 20.000 Especies de Abejas. Esse foi o primeiro papel de Otero. O filme conta a história de uma menina transgênero e sua relação com a família. Para retratar com precisão a personagem,  es, uma associação regional de apoio às famílias de menores transgêneros, colaborou com a diretora e orientou Otero durante a produção. No filme, a família atravessa fronteiras, incluindo a que separa Baiona na França e Laudio/Llodio no País Basco espanhol. Embora o espanhol seja o idioma predominante no filme, também se ouve o basco e o francês. Urresola busca o naturalismo nas conversas entre a mãe (Patricia López Arnaiz) e seus filhos. A disforia de gênero é abordada de forma um pouco didática, mas com emoção. "Por que sou assim?" pergunta a pequena Cocó (Sofía Otero).
Conforme explicado pela diretora:

em castelhano:  La niña no se transforma, adquiere a lo largo de la película las herramientas para expresar quién es. La que se transforma es la familia.

em português:  A menina não se transforma. Ao longo do filme, ela adquire as ferramentas para expressar quem ela é. Quem se transforma é a família.
— Estibaliz Urrusola
Stephanie Bunbury, da Deadline, elogiou a atuação de Otero, escrevendo que ela "demonstra um entendimento instintivo, espontâneo e generoso de como a vida de sua personagem deve ser difícil." Lee Marshall, da Screen Daily, escreveu que "Sofia Otero é sempre cativante, seu rosto é um profundo poço que se torna um imã para o público [...]"

## Prêmios

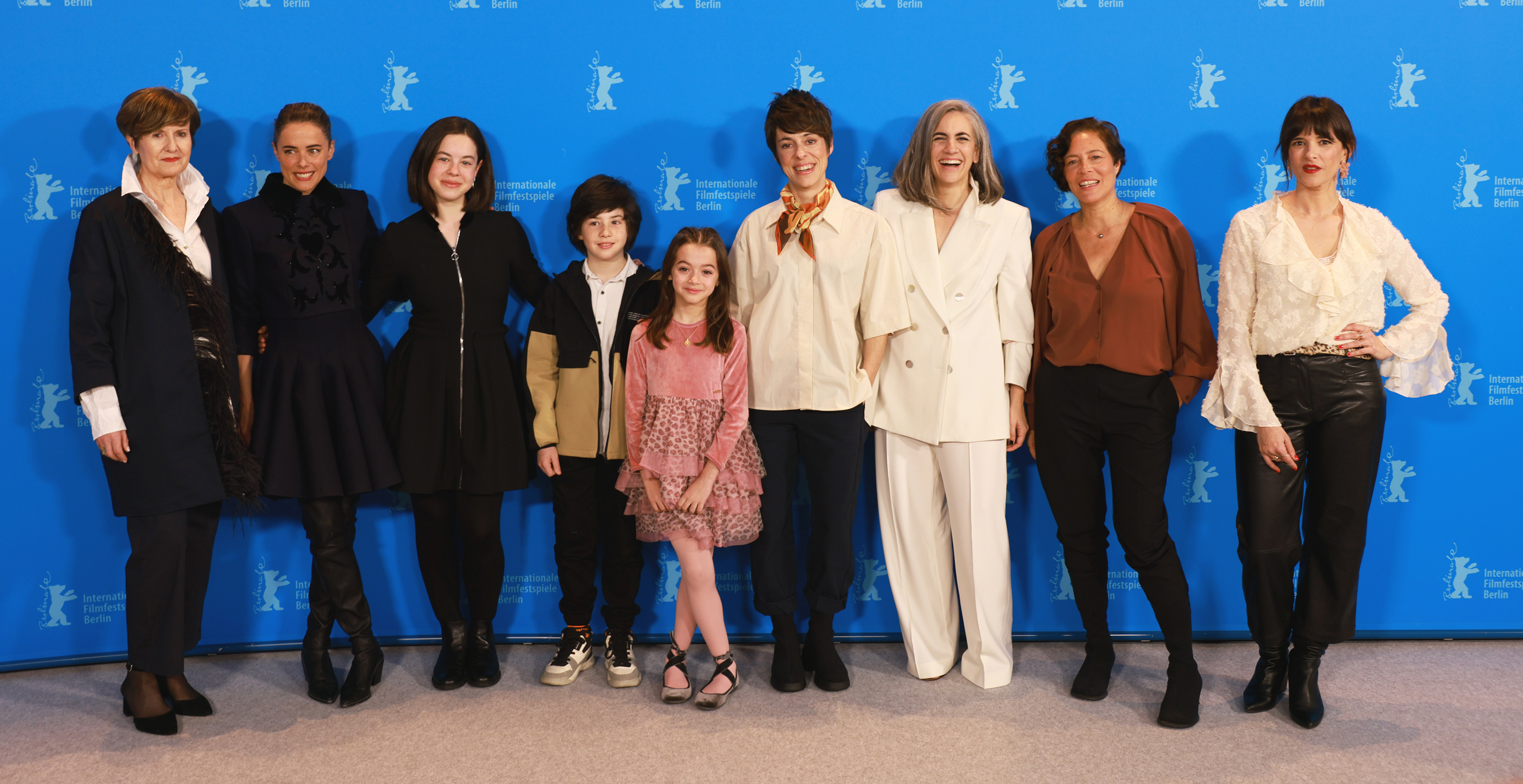
Sofía Otero com a equipe do filme 20.000 Especies de Abejas, Berlinale, janeiro de 2023

Em 2023, no 73º Festival Internacional de Cinema de Berlim (também conhecido como Berlinale), Otero ganhou o Urso de Prata de Melhor Atuação. Ela é a atriz mais jovem a receber esse prêmio. O prêmio foi entregue a Otero por Kristen Stewart, que presidiu o júri. Além de Stewart, o júri contou com a diretora de elenco Francine Maisler, a atriz Golshifteh Farahani e os diretores de cinema Valeska Grisebach, Radu Jude, Carla Simón e Johnnie To.
Em abril de 2023, o Conselho Municipal de Basauri prestou homenagem a Otero por ter ganhado o Urso de Prata. Otero também fez parte dos homenageados quando 20,000 Espécies de Abelhas venceu o prêmio de elenco feminino no Festival Internacional de Cinema de Hong Kong de 2023 e o Prêmio Maguey de Melhor Atuação em Conjunto no Festival Internacional de Cinema de Guadalajara de 2023.